# Alberto Belsué
Alberto Belsué Arias (* 2. März 1968 in Saragossa) ist ein ehemaliger spanischer Fußballspieler. Er nahm an der Europameisterschaft 1996 teil.

## Karriere

### Verein
Belsué begann in seiner Heimatstadt bei Stadium Casablanca mit dem Fußballspielen. Im Seniorenbereich spielte er zunächst beim unterklassigen Andorra CF, bis er 1988 zu Real Saragossa wechselte. Dort erreichte er zweimal in Folge das Finale um die Copa del Rey. War er 1993 noch mit seinem Team mit 0:2 gegen Real Madrid unterlegen, so gewann er die Copa del Rey 1994 durch ein 5:4 im Elfmeterschießen gegen Celta Vigo. Durch den nationalen Pokalsieg war Saragossa für den Europapokal der Pokalsieger 1994/95 qualifiziert. Belsué bestritt acht von neun Spielen in diesem Wettbewerb, den Saragossa durch ein 2:1 nach Verlängerung im Finale gegen den FC Arsenal gewann.
1998 verließ er Saragossa und war in der Folgezeit für jeweils eine Saison bei Deportivo Alavés und CD Numancia aktiv. Nach dem Abstieg Numancias aus der Primera División schloss er sich dem griechischen Klub Iraklis Thessaloniki an, bei dem er am Ende der Saison 2000/01 im Alter von 33 Jahren seine Karriere beendete. 

### Nationalmannschaft
Nicht zuletzt aufgrund der Erfolge auf Vereinsebene wurde Belsué in die spanische Nationalmannschaft berufen. Er kam am 16. November 1994 beim 3:0 im Qualifikationsspiel zur Europameisterschaft 1996 in England gegen Dänemark zu seinem ersten Länderspieleinsatz. Nach der erfolgreichen Qualifikation wurde Belsué von Nationaltrainer Javier Clemente für das spanische Aufgebot nominiert. In der Vorrunde kam er im ersten Gruppenspiel gegen Bulgarien zum Einsatz. Nachdem sich Spanien als Gruppenzweiter für die Finalrunde qualifiziert hatte, traf das Team im Viertelfinale auf Gastgeber England. Im entscheidenden Elfmeterschießen verwandelte Belsué seinen Elfmeter zum zwischenzeitlichen 2:3. Spanien verlor am Ende mit 2:4 und schied aus.
Zwischen 1994 und 1996 bestritt Belsué 17 Länderspiele für Spanien, in denen er ohne Torerfolg blieb.